# Championnats du monde de karaté juniors et cadets 2003
 (août 2024).
Si vous disposez d'ouvrages ou d'articles de référence ou si vous connaissez des sites web de qualité traitant du thème abordé ici, merci de compléter l'article en donnant les références utiles à sa vérifiabilité et en les liant à la section « Notes et références ».
Les championnats du monde de karaté juniors et cadets 2003 ont eu lieu en 2003 au Palais des sports de Marseille, en France. Il s'agissait de la troisième édition des championnats du monde de karaté juniors et cadets.

## Résultats

### Cadets

#### Kata
| Rang | Pays       | Karatéka       |
| ---- | ---------- | -------------- |
| 1    | États-Unis | W. Breadford   |
| 2    | France     | D. Pinto       |
| 3    | Allemagne  | M. Haas        |
| 3    | Espagne    | L. Pose Garcia |

| Rang | Pays    | Karatéka           |
| ---- | ------- | ------------------ |
| 1    | Japon   | A. Murata          |
| 2    | Italie  | Sara Battaglia     |
| 3    | France  | S. Fiuza           |
| 3    | Espagne | P. Rodriguez Nieto |

#### Kumite
| Rang | Pays      | Karatéka           |
| ---- | --------- | ------------------ |
| 1    | Iran      | M. Fikoueimobayyen |
| 2    | Indonésie | S. Syarif          |
| 3    | Turquie   | A. Ince            |
| 3    | Australie | T. Yahiro          |

| Rang | Pays        | Karatéka    |
| ---- | ----------- | ----------- |
| 1    | Iran        | H. Ghafar   |
| 2    | Turquie     | H. Onogul   |
| 3    | Italie      | M. Culasso  |
| 3    | Biélorussie | K. Pasavets |

| Rang | Pays      | Karatéka      |
| ---- | --------- | ------------- |
| 1    | Japon     | A. Kuge       |
| 2    | Grèce     | T. Giapalakis |
| 3    | Allemagne | B. Baecker    |
| 3    | Slovaquie | M. Vasek      |

| Rang | Pays    | Karatéka      |
| ---- | ------- | ------------- |
| 1    | Ukraine | V. Khripunov  |
| 2    | Italie  | S. Portoghese |
| 3    | Turquie | E. Erkan      |
| 3    | Égypte  | M. Safwat     |

| Rang | Pays     | Karatéka     |
| ---- | -------- | ------------ |
| 1    | Japon    | K. Kai       |
| 2    | Pays-Bas | M. de Weerd  |
| 3    | Grèce    | I. Batanidis |
| 3    | Italie   | Luigi Busà   |

| Rang | Pays       | Karatéka           |
| ---- | ---------- | ------------------ |
| 1    | Kazakhstan | Khalid Khalidov    |
| 2    | France     | D. Mallebrera      |
| 3    | Italie     | A. Iarnone         |
| 3    | Iran       | M. Jafargholizadeh |

### Juniors

#### Épreuves individuelles

##### Kata
| Rang | Pays      | Karatéka      |
| ---- | --------- | ------------- |
| 1    | Pérou     | O. Sinchi     |
| 2    | Venezuela | C. Monagas    |
| 3    | Italie    | L. Brancaleon |
| 3    | Belgique  | R. Viola      |

| Rang | Pays    | Karatéka     |
| ---- | ------- | ------------ |
| 1    | Japon   | Y. Tokioka   |
| 2    | Espagne | F. de Acuna  |
| 3    | Canada  | K. Larouche  |
| 3    | Croatie | Mirna Šenjug |

##### Kumite

###### Kumitemasculin
| Rang | Pays     | Karatéka        |
| ---- | -------- | --------------- |
| 1    | Iran     | Hossein Rouhani |
| 2    | Belgique | R. Viola        |
| 3    | France   | I. El Ghoul     |
| 3    | Japon    | R. Kumeta       |

| Rang | Pays        | Karatéka      |
| ---- | ----------- | ------------- |
| 1    | Iran        | H. Rouhani    |
| 2    | Koweït      | A. Al Otaibi  |
| 3    | Azerbaïdjan | Rafael Ağayev |
| 3    | France      | O. Baillon    |

| Rang | Pays        | Karatéka                |
| ---- | ----------- | ----------------------- |
| 1    | France      | A. Hammoumi             |
| 2    | Turquie     | M. Kurnaz               |
| 3    | Azerbaïdjan | D. Agasiyev             |
| 3    | Belgique    | Diego Davy Vandeschrick |

| Rang | Pays        | Karatéka     |
| ---- | ----------- | ------------ |
| 1    | Iran        | S. Farokhi   |
| 2    | Espagne     | C. Rodriguez |
| 3    | France      | L. Alonso    |
| 3    | Biélorussie | D. Hrachou   |

| Rang | Pays      | Karatéka             |
| ---- | --------- | -------------------- |
| 1    | Sénégal   | A. Diop              |
| 2    | Allemagne | L. Grezella          |
| 3    | Turquie   | E. Korkut            |
| 3    | Iran      | Jasem Modamivishkaei |

| Rang | Pays        | Karatéka                 |
| ---- | ----------- | ------------------------ |
| 1    | Grèce       | Spyrídon Margaritópoulos |
| 2    | Russie      | A. Potapov               |
| 3    | Iran        | M. Jafargholizaden       |
| 3    | Biélorussie | V. Puchkou               |

###### Kumiteféminin
| Rang | Pays      | Karatéka      |
| ---- | --------- | ------------- |
| 1    | Croatie   | J. Kovacevic  |
| 2    | France    | E. Groffilier |
| 3    | Turquie   | Vildan Doğan  |
| 3    | Allemagne | Kora Knühmann |

| Rang | Pays    | Karatéka         |
| ---- | ------- | ---------------- |
| 1    | Croatie | Petra Narandja   |
| 2    | Japon   | Tomoko Araga     |
| 3    | Italie  | Selene Guglielmi |
| 3    | Sénégal | Magatte Seck     |

| Rang | Pays    | Karatéka                  |
| ---- | ------- | ------------------------- |
| 1    | France  | Nelly Moussaid            |
| 2    | Grèce   | Alexia Karypidou          |
| 3    | Mexique | Carmen Gutierrez Gonzalez |
| 3    | Croatie | Maja Janković             |

#### Épreuves par équipes

##### Kata
| Rang | Pays      |
| ---- | --------- |
| 1    | France    |
| 2    | Iran      |
| 3    | Allemagne |
| 3    | Italie    |

| Rang | Pays      |
| ---- | --------- |
| 1    | France    |
| 2    | Espagne   |
| 3    | Allemagne |
| 3    | Italie    |

##### Kumite
| Rang | Pays        |
| ---- | ----------- |
| 1    | Iran        |
| 2    | Biélorussie |
| 3    | Belgique    |
| 3    | Russie      |

| Rang | Pays                 |
| ---- | -------------------- |
| 1    | Allemagne            |
| 2    | Italie               |
| 3    | Bosnie-Herzégovine   |
| 3    | Serbie-et-Monténégro |